# Miquel Alzamora
Miquel Alzamora Riera (Artá, 17 de febrero de 1974) es un deportista español que compitió en ciclismo en las modalidades de pista, especialista en las pruebas de persecución por equipos y madison, y ruta.
Ganó una medalla de oro en el Campeonato Mundial de Ciclismo en Pista de 1997, en la carrera de madison (junto a Joan Llaneras).
Participó en dos Juegos Olímpicos de Verano, ocupando el sexto lugar en Atenas 2004, en la prueba de madison, y el 12.º lugar en Sídney 2000, en persecución por equipos.

## Medallero internacional
| Campeonato Mundial | Campeonato Mundial | Campeonato Mundial | Campeonato Mundial |
| Año                | Lugar              | Medalla            | Competición        |
| ------------------ | ------------------ | ------------------ | ------------------ |
| 1997               | Perth (Australia)  | Medalla de oro     | Madison            |